# Żelazo (województwo łódzkie)
Żelazo – wieś w Polsce położona w województwie łódzkim, w powiecie wieruszowskim, w gminie Galewice.
W 2004 roku w Żelazie mieszkało 87 osób.
W latach 1975–1998 miejscowość należała administracyjnie do województwa kaliskiego.